# Янота, Наталия
Мария Цецилия Наталия Янота (пол. Maria Cecilia Natalie Janotha, иногда Janothówna; 8 июня 1856, Варшава, Царство Польское, Российская империя — 9 июня 1932, Гаага) — польская пианистка и композитор. Дочь Юлиуша Яноты.

## Биография
Начав заниматься музыкой под руководством своего отца, Янота затем училась в Берлине у Эрнста Рудорфа и Вольдемара Баргиля, занималась также во Франкфурте-на-Майне под руководством Клары Шуман; утверждается, что ей дал несколько уроков Иоганнес Брамс. Дружеские отношения связывали Яноту с Игнацем Падеревским, посвятившим ей «Польские танцы» Op. 5 (1881). Выступив впервые на концертной сцене в 1868 г., Янота успешно гастролировала по Европе: в частности, её выступление в 1874 г. с Оркестром Гевандхауса вызвало высокую оценку музыкальной критики. В 1885 г. Янота получила должность придворной пианистки в Берлине. Затем она обосновалась в Лондоне, где выступала, в частности, в ансамбле со скрипачкой Вильмой Неруда и виолончелистом Альфредо Пьятти. C 1916 г. жила в Гааге.
Композиторское наследие Яноты обширно (несколько сотен пьес), однако исчерпывается фортепианными сочинениями, по большей части лёгкими; некоторые из них навеяны силезским музыкальным фольклором. В 1906 г. в английском переводе Яноты (не слишком удачном) был издан сборник писем Фридерика Шопена, составленный Станиславом Тарновским. Кроме того, Янота перевела труд Яна Клечиньского «Важнейшие произведения Шопена» на английский и немецкий.
Янота также была одной из первых польских альпинисток, в 1880—1883 гг. совершила ряд восхождений в Татрах, в том числе была первой полькой, покорившей вершину Герлаховский Штит.